# Quận Hennepin, Minnesota
Quận Hennepin là một quận thuộc tiểu bang Minnesota, Hoa Kỳ.
Quận này được đặt tên theo. Theo điều tra dân số của Cục điều tra dân số Hoa Kỳ năm 2010, quận có dân số 1.152.425. người, là quận đông dân nhất ở Minnesota và quận đông dân thứ 32 tại Hoa Kỳ; hơn một phần năm dân Minnesota sinh sống ở Hạt Hennepin. Its county seat is Minneapolis,. Quận lỵ đóng ở Minneapolis,, thành phố đông dân nhất của bang. Quận được đặt tên để vinh danh Cha thám hiểm thế kỷ 17 Louis Hennepin..

## Địa lý
Theo Cục điều tra dân số Hoa Kỳ, quận có diện tích km2, trong đó có km2 là diện tích mặt nước.